# Carlos Cámara Jr.
Carlos Cámara Jr (né le 1er décembre 1956 à Mérida, Venezuela), est un acteur vénézuélo-mexicain. Il est le fils des acteurs Carlos Cámara et Elisa Parejo et le frère de l'acteur Víctor Cámara.

## Carrière
Carlos Cámara Jr fait partie des acteurs de premier plan de la scène vénézuélienne. Il a participé à diverses telenovelas comme Niña de mi corazón et Cuidado con el ángel qui a été produite par Nathalie Lartilleux.
Sa carrière est très liée à la génération d'acteurs de RCTV qui impriment l'histoire de la telenovela vénézuélienne au niveau mondial.

## Filmographie

### Telenovelas
- 1981 : Luiana Mía : Gregory
- 1982 : Martha y Javier : Dr. Diaz
- 1983-1984 : Leonela : Otto Mendoza
- 1984 : Topacio : Cirilo
- 1984 : Azucena : Julio
- 1987 : La Intrusa : Mario Rossi
- 1988 : Señora : El Kennedy
- 1989 : Pobre Negro : Cecilio Cespedes « El Viejo »
- 1989 : La pasìon de Teresa : Aristides Vargas
- 1990 : De Mujeres
- 1990-1991 : Caribe : Roberto Castell
- 1995-1996 : Amores de fin de siglo : Regulo
- 1996-1997 : Volver a vivir : Miguel Angel Bernal Jr.
- 1998 : Niña Mimada : Joaquín Iriarte
- 1999 : Mujer Secreta : Javier Espinoza
- 2000 : Hay amores que matan : Saturno Guzmán
- 2001 : Carissima : Antonio Zurli
- 2003 : Amor real : Lic. Aureliano Pérez de Tejada
- 2004-2005 : Mujer de madera : Efraín Gutiérrez Soto
- 2005 : La esposa virgen : Arturo Palacios
- 2005 : Peregrina : Joaquín
- 2007 : Muchachitas como tú : José « Pepe » Olivares
- 2007-2008 : Tormenta en el paraíso : Isaac Rossemberg
- 2008 : Mañana es para siempre : Jacobo Roa
- 2008-2009 : Cuidado con el ángel : Cimarro
- 2010-2011 : Niña de mi corazón : Dimitri Molotov
- 2013 : Corazón indomable : Eusebio Bermúdez / Nazario Bermúdez
- 2014-2015 : Hasta el fin del mundo : Octavio Ripoll

### Séries télévisées
- 2012 : Como dice el dicho : Ernesto (épisode « Mientras haya vida »)
- 2011 : Como dice el dicho : Francisi (épisode « Vale más ladrón arrepentido ») / Juan (épisode « El muerto y el arrimado... »)
- 2011 : El Encanto del Águila : Enrique C. Creel (épisode El « Principio del Fin »)
- El equipo : Ronald Tellez « Ronny »
- 2011 : La rosa de Guadalupe : Labarta (épisode « A la ligera »)

## Nominations te récompenses

### Premios TVyNovelas
| Année | Catégorie                   | Telenovela      | Résultat   |
| ----- | --------------------------- | --------------- | ---------- |
| 2005  | Meilleur acteur antagoniste | Mujer de madera | Nomination |